# Sassula dyakana
Sassula dyakana är en insektsart som beskrevs av George Willis Kirkaldy 1913. Sassula dyakana ingår i släktet Sassula och familjen Nogodinidae. Inga underarter finns listade i Catalogue of Life.